# بزرگراه میان‌ایالتی ۳۵

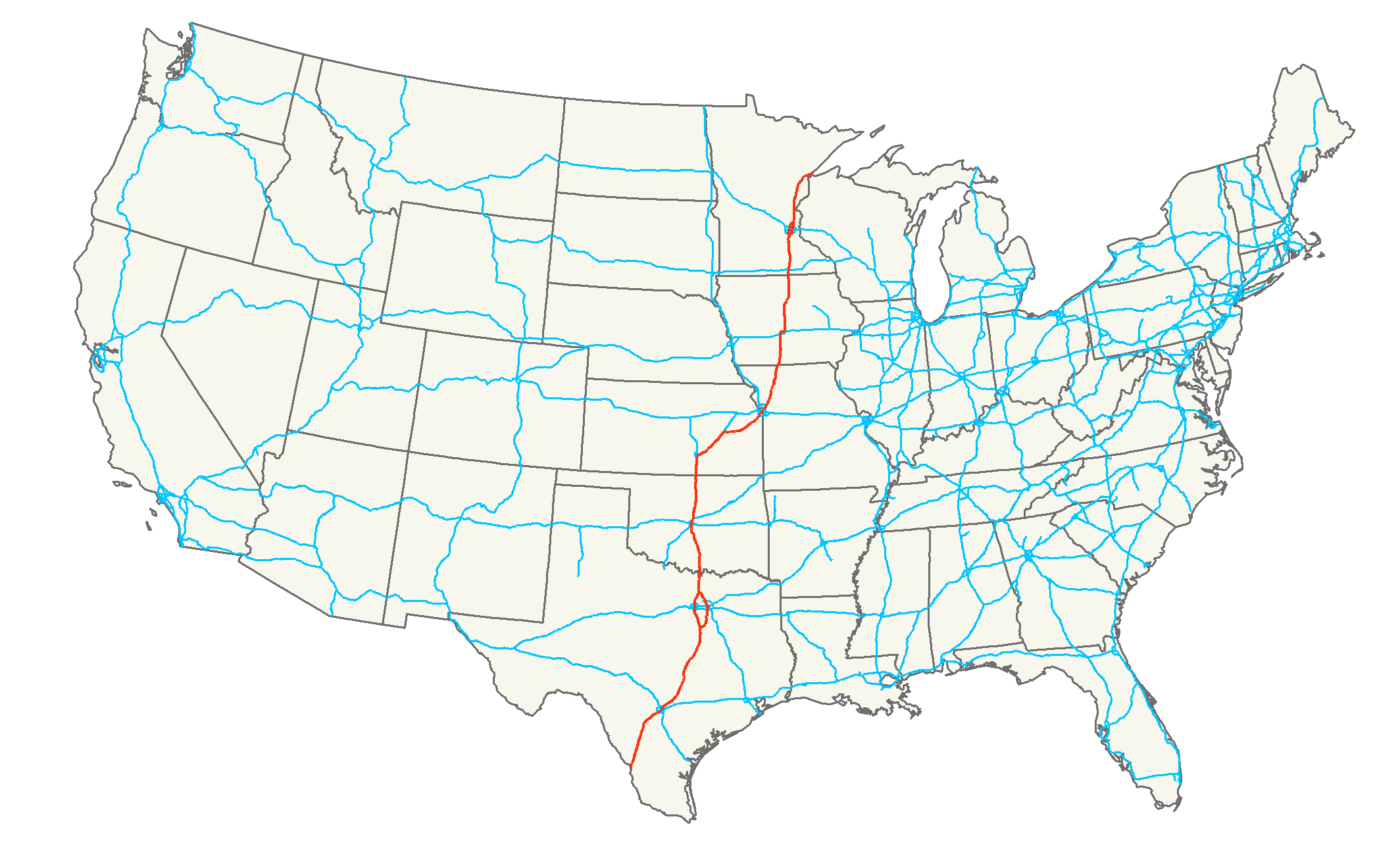
مسیر بزرگراه میان‌ایالتی ۳۵ بر روی نقشه آمریکا.

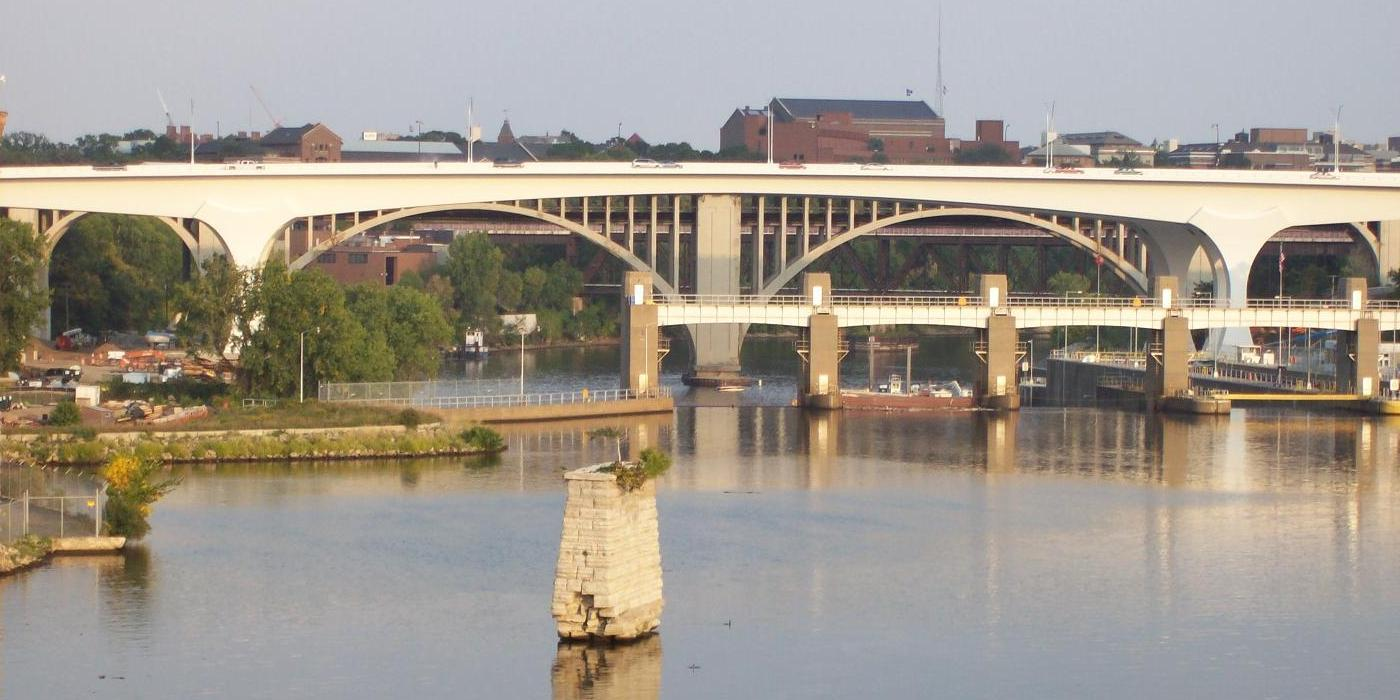
بزرگراه میان‌ایالتی ۳۵ در حال عبور از مینیاپولیس.

میان‌ایالتی ۳۵ (به انگلیسی: Interstate 35) مشهور به IH-35 یا I-35، نام یک بزرگراه میان‌ایالتی شمال به جنوب در مرکز آمریکا است. این بزرگراه در مسیر ۲۵۲۳ کیلومتری خود از مرز مکزیک-آمریکا در شهر لاریدو، تگزاس تا شهر دلوث، مینه‌سوتا امتداد پیدا می‌کند.